# Kethanaikanahalli, Chintamani
Kethanaikanahalli là một làng thuộc tehsil Chintamani, huyện Chikkaballapur, bang Karnataka, Ấn Độ.